# 高奇峯
高 奇峯（コ・ギボン、朝鮮語: 고기봉、1905年3月5日 - 1970年12月27日）は、大韓民国の政治家。第5代韓国国会議員。
高 奇峰（読み、ハングル同じ）という表記も見られる。

## 経歴
全羅南道求礼郡出身。谷城郡石谷普通学校卒、中央国民訓練院政治部修了。求礼郡馬山面長、馬山水利組合長などを務めた。李承晩の自由党政権時期には何度も国会議員選挙に立候補したが当選できず、自由党との闘争で4、5回も刑務所に投獄された。1960年の第5代総選挙では求礼郡選挙区から民主党の候補として当選し、その後は民主党求礼郡党委員長・中央委員を務めた。